# Héctor Vinent
Héctor Vinent, född den 25 juli 1972 i Santiago de Cuba, Kuba, är en kubansk boxare som tog OS-guld i lätt welterviktsboxning 1992 i Barcelona och igen i samma viktklass 1996 i Atlanta. . 1993 och 1995 tog han VM-guld i amatörboxning. 